# Jean-Joseph-Thomas Houitte de La Chesnais
Jean-Joseph-Thomas Houitte de La Chesnais (21 septembre 1753, Bonaban - 8 mars 1825, Saint-Malo), est un homme politique français.

## Biographie
Il étudia le droit et fut reçu, en 1777, avocat au Parlement de Bretagne. En 1790, il devint premier juge au tribunal de district de Saint-Malo. Mais ses opinions modérées le rendirent suspect et il fut, en 1793, suspendu de ses fonctions et détenu à Saint-Malo. 
Rendu à la liberté et à ses fonctions après le 9 thermidor, il devint en l'an II, administrateur du district, puis en l'an VII, premier juge suppléant au tribunal du département et en l'an VIII, président du tribunal civil de Saint-Malo. 
Le 8 mai 1811, Houitte de la Chesnais fut élu, par le Sénat conservateur, député d'Ille-et-Vilaine au Corps législatif. Il y vota en 1814 la déchéance de Napoléon Bonaparte et siégea jusqu'en 1815.
Son fils Armand Marie Joseph Houitte de La Chesnais fut conseiller général d'Ille-et-Vilaine et maire de Saint-Malo.